# احمد خلیل (بازیکن فوتبال، زاده ۱۹۷۰)
احمد خلیل (عربی: أحمد خليل رشيد الشعبان الدوسري؛ زادهٔ ۲۹ ژوئیهٔ ۱۹۷۰) بازیکن فوتبال اهل عربستان سعودی بود.
از باشگاه‌هایی که در آن بازی کرده‌است می‌توان به باشگاه فوتبال الهلال اشاره کرد.
وی همچنین در تیم ملی فوتبال عربستان سعودی بازی کرده‌است.